# معاده السفلى (حبيش)

تعديل مصدري - تعديل

معاده السفلى محلة تابعة لقرية معادة، التابعة لعزلة العارضة بمديرية حبيش إحدى مديريات محافظة إب في الجمهورية اليمنية، بلغ تعداد سكانها 89 حسب تعداد اليمن لعام 2004.